# Florian Gazan
Florian Gazan, né le 14 janvier 1968 à Paris, est un animateur français de radio et de télévision.

## Biographie

### Jeunesse et vie privée
Il est le fils du réalisateur de télévision Jean-Pierre Spiero et le filleul de Claude François.
Remarié, il est père de trois enfants.

### À la radio
Sa carrière dans l'audiovisuel commence en novembre 1984. Son père, également à l’origine du Téléthon en France en 1987, lui fait effectuer des stages. Il devient troisième assistant-réalisateur de l'émission inaugurale de Canal+.
Il fait ses débuts à la radio, entre 1989 et 1990, en devenant animateur sous son vrai nom sur Radio Val puis il dirigera le 21/00 en semaine et sera responsable de la programmation musicale de la radio Rock francilienne, KWFM.
Jean-Luc Delarue, qu'il avait déjà rencontré auparavant, lui propose de travailler avec lui sur Europe 1 pour présenter une rubrique dans son émission Les Goûters. Il anime ensuite la matinale d'Europe 1, toujours en compagnie de Jean-Luc Delarue. Il rencontre Eugène Saccomano, avec qui il anime Foot-ez moi le camp de là le dimanche, seules sept émissions sont réalisées.
En 1994, Florian quitte Europe 1 pour Fun Radio, station pour laquelle il fait la voix off[C'est-à-dire ?]. Il y anime aussi une émission entre midi et 13 heures : la Libre Info qui traite de sujet mêlant actualité musicale, interviews et actualité générale.
En 1999, il fonde Radio Naze, une web radio spécialisée dans les tubes considérés généralement comme "ringards".
De septembre 2003 à juillet 2010, il coanime la matinale sur NRJ :
- Le 6/9, aux côtés de Bruno Guillon et de Manu Payet ;
- jusqu'en 2008 avec Bruno Guillon et Camille Combal ;
- de 2008 à 2009 avec Kash et Mustapha El Atrassi ;
- lors de la saison 2009-2010, il coanime  avec Nikos Aliagas et Mustapha El Atrassi jusqu'en juillet 2010, avant d'être remplacé par Karine Ferri.

Il est remercié par NRJ et rejoint Virgin Radio le 23 août 2010 pour coanimer la matinale de Bruno Guillon, du lundi au vendredi entre 5 heures et 9 heures, avec son ancien collègue du 6/9 et Christina Guilloton. Puis il rejoint la bande à Ruquier sur Europe 1, dans l'émission On va s'gêner, à laquelle son ancien compère, Mustapha El Atrassi, participe lui aussi. Europe 1 et Virgin Radio étant du Groupe Lagardère il travaille alternativement sur les deux stations.
À la rentrée 2011, il doit quitter Europe 1 car il arrive sur Fun Radio, radio concurrente, aux côtés de Bruno Guillon et de Christina Guilloton pour animer la matinale Bruno dans la radio. Il remplace alors Manu Levy, parti sur NRJ. L'émission enregistre des audiences record dès ses débuts.
À la rentrée 2013, il retrouve Laurent Ruquier. Il quitte Fun Radio et revient à l'émission On va s'gêner sur Europe 1. Il accompagne  Christophe Beaugrand dans Virgin tonic tous les matins sur Virgin Radio.
En 2014, il quitte Europe 1 et Virgin Radio pour suivre Laurent Ruquier et intégrer l'équipe des Grosses Têtes sur RTL.

### À la télévision
Au début des années 1990, il est la voix off de l'émission consacrée au hard rock Métal Express sur la chaîne M6. Au fil du temps, Florian Gazan devient de plus en plus associé avec Jean-Luc Delarue, qui lui propose un nouveau travail à la télévision dans l'émission La Grande Famille, sur Canal+, où il devient un des chroniqueurs principaux. Quand Jean-Luc Delarue quitte Canal+ pour rejoindre France 2, il décide d'emmener Florian avec lui. Il tient une rubrique sur Internet dans C'est l'heure, l'émission quotidienne de Jean-Luc Delarue en 1997, rapidement arrêtée par Xavier Gouyou-Beauchamps, le PDG de France Télévisions, en raison des faibles audiences.
En 1998 sur France 2, il participe en tant qu'acteur, scénariste et directeur artistique à la série de Kad et Olivier intitulée Les 30 dernières minutes.
En novembre 1998, il présente Petits jeux entre amis sur Cinéstar 1, la chaîne cinéma de TPS, la particularité de ce jeu étant d'être totalement interactif (les téléspectateurs pouvaient répondre en direct aux questions avec leur télécommande).
En 1999, il revient à France Télévisions sur France 3 pour animer 3×+net, une émission de 13 minutes consacrée à Internet, en compagnie d'Orianne Garcia (cofondatrice de CaraMail). Il travaille ensuite pour les services de TPS et s'occupe, aux côtés de Fabrice Orlando, du lancement de Reservoir Net, une filiale de Réservoir Prod spécialisée dans les activités Internet et les programmes courts. Cette filiale remporte le prix « Wanadoo Talent Show » à Cannes pendant le MIPCOM pour le programme interactif CINEMAN.
En juillet 1999, il fonde l'une des premières web-radios françaises, Radionaze, avec Jérémie Berrebi. Cette radio diffuse 24h/24, 7j/7 sur Internet, des tubes considérés comme "ringards". Elle est maintenue à fonds perdus jusqu’à sa fermeture en 2000, faute de temps et à la suite de changements sur la redevance SACEM applicable aux web-radios.
En 2000, il revient à la télévision avec sa complice de l'époque Vladys Muller et anime l'émission Tous égaux tous les soirs à 20 h 20 sur France 3. Une émission de divertissement basique : une équipe de cadreurs débarque dans un foyer, et filme les occupants pendant quinze secondes où ils présentent ce qu'ils veulent (passions, passe-temps, etc.). En 2008, il tient une rubrique en voix-off dans le Canal Football Club sur Canal+.
En 2009, il co-présente l'émission Paris est magique consacrée au Paris Saint-Germain aux côtés de Patrice Boisfer, diffusée sur NRJ Paris. En décembre 2010, il est chroniqueur dans la dernière émission de l'adaptation télévisuelle d'On va s'gêner sur France 4.
En 2011, il participe également à l'émission On a tout révisé du premier semestre, revue singulière de l'actualité de ce début d'année.
En 2011, il anime Gamix, produit par Bertrand Amar pour MCM en remplacement temporaire de l'animatrice habituelle Anne-Gaëlle Riccio.
Il participe à trois émissions de Laurent Ruquier, On n'est pas couché, saison 6 (2011-2012), pour y faire des chroniques humoristiques, et où il remplace Jérémy Ferrari et Arnaud Tsamere, qui ont  quitté la séquence humour de l'émission.
Depuis août[C'est-à-dire ?], il est chroniqueur sur CFoot deux fois par semaine, dans l'émission C'est le Talk, présentée par Julie Raynaud et David Astorga.
Le 29 mars 2012, il est chroniqueur dans l'émission Touche pas à mon poste !, animée par Cyril Hanouna, remplaçant Jean-Luc Lemoine parti en tournée. En novembre, il présente le magazine Faut pas rater ça ! dans une émission quotidienne sur France 4, produit par Sébastien Cauet via sa société Be Aware. L'émission est déprogrammée en mars 2013.
Du 20 janvier 2014 au 15 mars 2014, il participe à L'Émission pour tous sur France 2,. En 2014, il devient chroniqueur occasionnel dans l'émission L'Équipe du Soir et quotidien dans L'Équipe Type sur La chaîne L'Équipe. 
En 2016, il présente sur cette même chaîne la EFootbalLeague, championnat de France de football virtuel.
Depuis le 10 mars 2018, il y commente également l'émission de catch américain de la WWE avec Christophe Agius.

### Autres opérations
Il a été un des participants réguliers de l'émission Les Débats de Gérard sur Fun Radio. En avril 1999, il participe (dans le studio) au débat sur les sosies où, en compagnie de Jean-Luc Delarue, il se fait passer pour son propre sosie. 
Il collabore chaque semaine avec l'hebdomadaire Closer (magazine) pour la rubrique « C'est la semaine où... » dans laquelle il commente les images de l'actualité people.
Il aura aussi collaboré sur la chaîne l’Équipe à commenter des compétitions de bûcheronnage sportif et de course de caisses à savon.

## Parolier
Parmi les artistes pour lesquels il a écrit des textes, on trouve : Christophe Maé, La Rumeur et Dans ma maison (album On trace la route) ; Clara Morgane, Le diable au corps. Il participe à l'album Solide de Sheila en écrivant le texte du titre Et je me passe. Enfin, il a accompagné Gaëtane Abrial sur plusieurs projets[Lesquels ?]

## Doublage
- 2006 : Happy Feet, Rinaldo
- 2014 : Astérix : Le Domaine des dieux, Travaillerpluspourgagnerplus[13]

## Publications
- 2010 : PSG 40 Ans De Passion, PSGMERCHANDISING (co-écrit avec Michel Kollar)[14]
- 2012 : Le Petit Livre à lire aux toilettes, First édition[15]
- 2012 : Kit de survie aux toilettes, First édition[16]
- 2021 : Ibysse, Le Cherche-Midi